# Lödla
Lödla is een gemeente in de Duitse deelstaat Thüringen, en maakt deel uit van de Landkreis Altenburger Land.
Lödla telt 714 inwoners.